# The Works
The Works je jedenácté studiové album britské rockové skupiny Queen. Vyšlo 27. února 1984 u vydavatelství EMI Records. Po syntezátorově náročném albu Hot Space (1982) se na albu znovu objevil rockový zvuk Briana Maye a Rogera Taylora, přičemž album stále obsahuje retro futuristickou elektronickou hudbu z počátku 80. let (Freddie Mercury) a newyorské funkové scény (John Deacon). Album se nahrávalo v Record Plant Studios v Los Angeles, a v Musicland Studios v Mnichově od srpna 1983 do ledna 1984. Název alba pochází z věty kterou vyslovil Roger Taylor na začátku nahrávání – „Let's give them the works!" V překladu: „Dejme jim ty díla!"
Během dekády vydání alba po negativní reakci na videoklip k písni „I Want to Break Free“ ve Spojených státech se kapela rozhodla nevyrazit na turné po Severní Americe a ztratila první místo v tržbách v USA. Jinak tomu nebylo i Evropě. Album se nedostalo na první příčku a strávilo 94 týdnů v UK Albums Chart, což je nejdelší doba na studiové album od Queen. The Works se celosvětově prodalo přes 6 milionů kopií.
The works je první album od Queen, které vzniklo na kompaktním disku.

## Nahrávání
Po vydání a následném turné k albu Hot Space z roku 1982 se Queen rozhodli si na následující rok dát pauzu. Během tohoto období Brian May spolupracoval s Eddiem Van Halenem a dalšími na projektu Star Fleet Project. Mezitím, Freddie Mercury a Roger Taylor vydali své sólová alba: (Mr. Bad Guy) a (Strange Frontier)
V srpnu, v roce 1983 se kapela znovu sešla a začala pracovat na svém jedenáctém studiovém albu. Bylo by to první album od Queen vydané pod EMI Records (a její americkou pobočku Capitol Records). Nahrávání bylo zahájeno v Record Plant Studios v Los Angeles – první nahrávání Queen ve Spojených státech – a Musicland Studios v Mnichově. Také během této doby jim jejich manažer Jim Beach nabídl možnost složit soundtrack k filmu „The Hotel New Hampshire". Skupina souhlasila, ale brzy zjistila, že soundrack zabírá až moc času, který původně chtěli vložit hlavně do alba The Works a z projektu následně sešlo. Pouze jedna píseň napsaná pro film – „Keep Passing the Open Windows“ – se dostala do alba. 
V listopadu 1983 se rozhodlo, že první písnička která bude hrát na albu bude „Radio Ga Ga", kterou napsal Roger Taylor. 

## Skladby

### První strana

#### „Radio Ga Ga"
Album The Works začíná skladbou „Radio Ga Ga“, kterou napsal a složil na klávesy Roger Taylor poté, co slyšel svého tříletého syna Felixe říkat „radio ca ca“. Písničku napsal v Los Angeles. Následně John Deacon přišel s vhodnou basovou linkou. Freddie Mercury upravil hudbu i text skladby, která je ale i tak připisovaná Rogerovi. Fred Mandel, jejich session klávesista, dal dohromady aditivní skladbu s klavírem, syntezátorem a dočasným basovým partem. Brian May použil pro své kytarové sólo sklíčko. Taylor nazpíval všechny doprovodné vokály a v celé písni použil Vocoder. Většina písně je hraná z elektroniky a syntezátorů.

#### „Tear It Up"
„Tear It Up“ je skladba napsaná Brianem Mayem jako pokus oživit starou melodii Queen, která obsahuje zejména riffy z intra k písni „Liar“. „Tear It Up" se Vyznačuje dupajícími perkusemi podobnými hitu „We Will Rock You“. 

#### „It's a Hard Life"
„It's a Hard Life" Je skladba napsaná Freddiem Mercurym. Brian May a Roger Taylor uvedli, že je to jedna z jejich nejoblíbenějších písní od něj. May přispěl některými texty, Mercury hrál na klavír a zpíval většinu textů. 

#### „Man on the Prowl"
„Man on the Prowl“ je tříakordová kompozice žánru rockabilly. Brian May zde hrál sólo na Fender Telecaster. 

### Druhá strana

#### „Machines (Or 'Back to Humans')"
Nápad vznikl u Rogera Taylora a Briana Maye. Vokály zpívají Taylor, May a Mercury společně v harmonii. Píseň obsahuje instrumentální remixy použité ze starších skladeb Queen a „Goin' Back“ od Larryho Lurexe. V Této písni, společně s „Radio Ga Ga“ je ve velkém množství zastoupena elektronika.

#### „I Want to Break Free"
Skladba napsaná Johnem Deaconem, je nejvíce známá díky svému kontroverznímu videoklipu, který představuje všechny čtyři členy kapely Queen převlečené za ženy. Videoklip má sloužit jako parodie na britskou telenovelu Coronation Street. Nápad na klip byl Taylorův. Deacon, autor písně, trval na tom, že nechce na skladbě kytarové sólo, takže syntezátorové sólo zahrál Mandel – na koncertech však hrál sólo na kytaru Brian May.  

#### „Keep Passing the Open Windows"
Dílo napsané Mercurym v roce 1983 pro film „Hotel New Hampshire" podle románu Johna Irvinga. Mercury hrál na klavír a syntezátory. 

#### „Hammer to Fall"
„Hammer to Fall“ je další Mayovou rockovou písní na albu. Živá live verze byla zdaleka rychlejší a May ji zpíval i na svých sólových turné. Hlavní vokály zpívá Mercury. Dělá, že telefonuje a odpovídá přitom Brianovi, který zpívá refrén. Videoklip, obsahující záběry z vystoupení písně v Bruselu režíroval David Malleta. „Hammer to Fall" byla třetí píseň, kterou skupina předvedla na Live Aid koncertě v roce 1985. Píseň se také objevuje v setlistu „Works Tour" a „Magic Tour". 

#### „Is This the World We Created...?"
Album uzavírá „Is This the World We Created...?“, kterou napsali Mercury a May v Mnichově poté, co tito dva viděli vysílání zpráv o chudobě v Africe. Mercury napsal text a May a akordy a malé lyrické příspěvky. Píseň byla nahrána s kytarou Ovation, i když při živém hraní May použil Taylorovu kytaru Gibson Chet Atkins CE s nylonovými strunami. Při nahrávání této písně bylo v plánu zahrnout klavír. Z nápadu ale sešlo a v originálním mixu není.

## Hodnocení a Recenze
Parke Puterbaugh z Rolling Stone popsal album jako „první opravdové album po dlouhé době." Greg Prato z AllMusic uvedl, že texty jsou mnohem lepší než u dřívějšího Hot Space. Také ale tvrdil, že „album zvukově postrádá punc dřívějších desek jako „News of the World" a „The Game“.  

## Seznam skladeb
| Strana 1 | Strana 1         | Strana 1        | Strana 1 |
| Pořadí   | Název            | Text            | Délka    |
| -------- | ---------------- | --------------- | -------- |
| 1.       | Radio Ga Ga      | Roger Taylor    | 5:48     |
| 2.       | Tear It Up       | Brian May       | 3:28     |
| 3.       | It's a Hard Life | Freddie Mercury | 4:08     |
| 4.       | Man on the Prowl | Freddie Mercury | 3:28     |

| Strana 2       | Strana 2                         | Strana 2                   | Strana 2 |
| Pořadí         | Název                            | Text                       | Délka    |
| -------------- | -------------------------------- | -------------------------- | -------- |
| 5.             | Machines (or 'Back to Humans')   | Roger Taylor, Brian May    | 5:10     |
| 6.             | I Want to Break Free             | John Deacon                | 3:20     |
| 7.             | Keep Passing the Open Windows    | Freddie Mercury            | 5:21     |
| 8.             | Hammer to Fall                   | Brian May                  | 4:28     |
| 9.             | Is This The World We Created...? | Brian May, Freddie Mercury | 2:13     |
| Celková délka: | Celková délka:                   | Celková délka:             | 37:15    |

| Bonusové skladby (1991, Hollywood Records, CD) | Bonusové skladby (1991, Hollywood Records, CD) | Bonusové skladby (1991, Hollywood Records, CD) | Bonusové skladby (1991, Hollywood Records, CD) |
| Pořadí                                         | Název                                          | Text                                           | Délka                                          |
| ---------------------------------------------- | ---------------------------------------------- | ---------------------------------------------- | ---------------------------------------------- |
| 10.                                            | I Go Crazy (Original B-side)                   | Brian May                                      | 3:42                                           |
| 11.                                            | Radio Ga Ga (extended version)                 | Roger Taylor                                   | 6:50                                           |
| 12.                                            | I Want to Break Free (extended mix)            | John Deacon                                    | 7:12                                           |
| Celková délka:                                 | Celková délka:                                 | Celková délka:                                 | 54:19                                          |

| Disk 2: Bonusové EP (2011, Universal Music, CD) | Disk 2: Bonusové EP (2011, Universal Music, CD)              | Disk 2: Bonusové EP (2011, Universal Music, CD) | Disk 2: Bonusové EP (2011, Universal Music, CD) |
| Pořadí                                          | Název                                                        | Text                                            | Délka                                           |
| ----------------------------------------------- | ------------------------------------------------------------ | ----------------------------------------------- | ----------------------------------------------- |
| 1.                                              | I Go Crazy (B-side to "Radio Ga Ga")                         | Brian May                                       | 3:44                                            |
| 2.                                              | I Want to Break Free (Single remix)                          | John Deacon                                     | 4:18                                            |
| 3.                                              | Hammer to Fall (Headbanger's mix)                            | Brian May                                       | 5:18                                            |
| 4.                                              | Is This the World We Created...? (Live in Rio, January 1985) | Freddie Mercury, Brian May                      | 3:03                                            |
| 5.                                              | It's a Hard Life (Live in Rio, January 1985)                 | Freddie Mercury                                 | 4:26                                            |
| 6.                                              | Thank God It's Christmas (Non-album single, November 1984)   | Brian May, Roger Taylor                         | 4:22                                            |
| Celková délka:                                  | Celková délka:                                               | Celková délka:                                  | 25:11                                           |

| Bonusová videa (2011, iTunes, deluxe edice) | Bonusová videa (2011, iTunes, deluxe edice)          | Bonusová videa (2011, iTunes, deluxe edice) | Bonusová videa (2011, iTunes, deluxe edice) |
| Pořadí                                      | Název                                                | Text                                        | Délka                                       |
| ------------------------------------------- | ---------------------------------------------------- | ------------------------------------------- | ------------------------------------------- |
| 7.                                          | Tear It Up (Live at Wembley Stadium, July 11th 1986) | Brian May                                   | 2:23                                        |
| 8.                                          | I Want to Break Free (Live in Rio, January 1985)     | John Deacon                                 | 3:27                                        |
| 9.                                          | Radio Ga Ga (promo video)                            | Roger Taylor                                | 5:54                                        |
| Celková délka:                              | Celková délka:                                       | Celková délka:                              | 36:15                                       |

## Obsazení

### Queen
- Freddie Mercury  – Hlavní vokály, doprovodné vokály, piano, syntezátor, sampler
- Brian May  – elektrická kytara, akustická kytara, syntezátor, doprovodné vokály
- Roger Taylor  – akustické bicí, elektrické bicí, doprovodné vokály, syntezátor, sampler
- John Deacon  – basová kytara, rytmická kytara, syntezátor

### Další obsazení
- Fred Mandel  – klavírní finále, aranžér syntezátorů, syntetizér
- Reinhold Mack – nahrávací inženýr
- Mike Beiriger  – nahrávací inženýr
- Eddie DeLena – asistent nahrávacího inženýra
- Stefan Wissnet – asistent nahrávacího inženýra
- Bill Smith – sleeve design
- George Hurell  – fotografie